# Anetia jaegeri
Anetia jaegeri är en fjärilsart som beskrevs av Ménétriés 1832. Anetia jaegeri ingår i släktet Anetia och familjen praktfjärilar. IUCN kategoriserar arten globalt som nära hotad. Inga underarter finns listade i Catalogue of Life.

## Bildgalleri

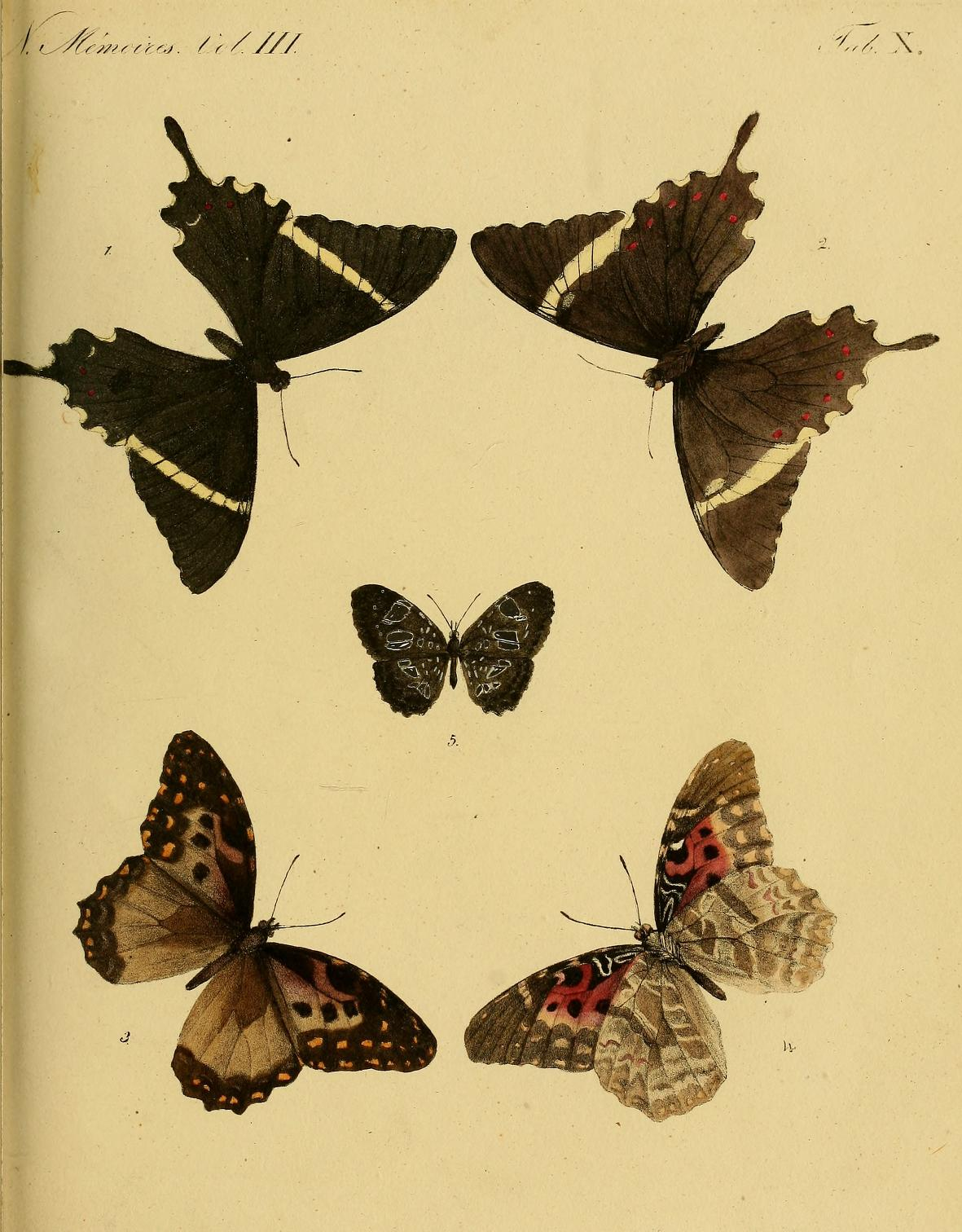